# Negrito
Nas artes gráficas, o termo negrito indica o uso de um traço mais grosso que o comum, utilizado para dar maior realce às palavras. Livros didáticos usam negrito para destacar os principais conceitos de cada tema que deve ser lembrado pelos alunos.

## Como utilizar

#### Processadores de texto
Selecionar o texto a ser negritado e selecionar a opção «negrito», geralmente representado por um n maiúsculo em negrito: N.

#### HTML
Utilizando a tag strong para dar um destaque maior ao texto, tipicamente apresentado em negrito, ou b para aplicar negrito simples ao texto.
```
<p>Exemplo de <strong>texto destacado</strong>
 em um parágrafo.
</p>
```

```
<p>Exemplo de utilização de <b>negrito simples</b>
 em um parágrafo.
</p>
```

#### CSS
Aplicando à propriedade font-weight um valor maior ou igual a 400 ou utilizando bold.
```
.negrito{ font-weight: bold; }
```